# デカルトの正葉線

デカルトの正葉線（デカルトのせいようせん、folium of Descartes）は直交座標の方程式
{\displaystyle x^{3}+y^{3}-3axy=0\,}
によって表される曲線である。パラメータ表示では
{\displaystyle x={\frac {3at}{1+t^{3}}},~y={\frac {3at^{2}}{1+t^{3}}}\;(t\neq -1)}
と表される。
原点Oで自らと交わる。{\displaystyle x+y+a=0} を漸近線に持つ。ループで囲まれる面積は
{\displaystyle S={\frac {3a^{2}}{2}}}
である。

## 歴史
1638年、ルネ・デカルトによって提案・研究された。デカルトの正葉線は微積分学の発展におけるデカルトとフェルマーとの出来事で有名になった。デカルトは、フェルマーが接線を発見する方法を発見したと聞いて、フェルマーに曲線の任意の点上における接線を引く問題を出した。フェルマーはデカルトが解決できなかった方法を簡単に解決した。微積分学の発展に伴い、現在は陰関数の微分によって曲線の接線の傾きを求められることが知られている。

## グラフ

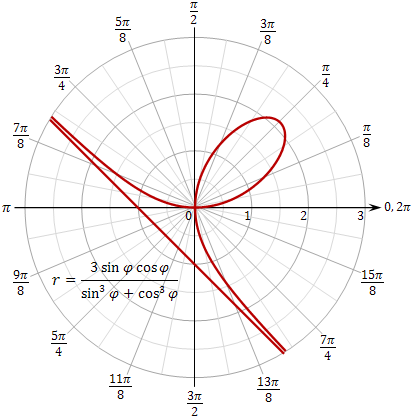

デカルトの正葉線は極方程式によって、次の形で表す事ができる。{\displaystyle r={\frac {3a\sin \theta \cos \theta }{\sin ^{3}\theta +\cos ^{3}\theta }},\quad {\text{or}}\quad r={\frac {3a\sec \theta \tan \theta }{1+\tan ^{3}\theta }}.}
パラメータ表示、
{\displaystyle x={\frac {3at}{1+t^{3}}},~y={\frac {3at^{2}}{1+t^{3}}}\;(t\neq -1)}
において、{\displaystyle t<-1}の部分は第四象限、{\displaystyle -1<t<0}の部分は第二象限、{\displaystyle 0<t}の部分は第一象限に対応している。

## 性質
デカルトの正葉線は、原点と漸近線に二重点をもつ。
また、直線y = xで対称であり、y = xとは原点と{\displaystyle (3a/2,3a/2)}で交わる。
デカルトの正葉線を陰函数微分すると、接線の傾きが次の式で与えられることが分かる。{\displaystyle {\frac {dy}{dx}}={\frac {ay-x^{2}}{y^{2}-ax}}.}

## マクローリンの三等分曲線との関係

マクローリンの三等分曲線はデカルトの正葉線をアフィン変換したものである。{\displaystyle x^{3}+y^{3}=3axy\,,}を45°回転させる、つまり、{\displaystyle x={{X+Y} \over {\sqrt {2}}},y={{X-Y} \over {\sqrt {2}}}.}としてXYについて解くと{\displaystyle 2X(X^{2}+3Y^{2})=3{\sqrt {2}}a(X^{2}-Y^{2}).}となる。これをY方向に{\displaystyle {\sqrt {3}}}拡大すれば、マクローリンの三等分曲線{\displaystyle 2X(X^{2}+Y^{2})=a{\sqrt {2}}(3X^{2}-Y^{2}),}となる。